# Nezikin
Nezikin (em hebraico: נזיקין, Danos) ou Seder Nezikin (סדר נזיקין, A Ordem de Danos) é a quarta Ordem da Mishná (assim como da Tosefta e do Talmude). Ocupa-se em especial com a lei criminal e civil judaica e com o Bet Din, o sistema de tribunais judaico.
Nezikin contém dez volumes ou "tratados":
1. Baba Kamma (בבא קמא, "Primeiro Portão").
2. Baba Metzia (בבא מציעא, "Portão do Meio").
3. Baba Batra (בבא בתרא, "Último Portão").
4. Sanhedrin (סנהדרין, Sinédrio).
5. Makkot (מכות, "Açoites").
6. Shevuot (שבועות, "Juramentos").
7. Eduyoth (עדויות, "Testemunhos").
8. Avodá Zará (עבודה זרה, "Culto estranho" ou "Idolatria").
9. Avot (אבות, "Pais") ou Pirkei Avot.
10. Horayot (הוריות, "Decisões").

Originalmente, os três primeiros volumes eram contados como um único, um volume bastante largo. Uma vez que era a o repositório principal da lei "civil", ele era simplesmente chamado Massekhet Nezikin ("Tratado Danos").
O ordenamento dos volumes de Nezikin prende-se com as seguintes razões: a Ordem começa com a lei civil (os primeiros 3 tratados) porque é considerada a pedra angular da rectidão da justiça dentro de um Estado judeu. Segue-se naturalmente Sanhedrin, pois esse tratado lida com a lei criminal. A seguir está Makkot, porque é uma continuação do assunto de Sanhedrin em termos de procedimento criminal. Depois, Shevuot, que continua o tópico geral abordado em Makkot acerca do falso testemunho. Depois de definir os prontos principais da lei criminal e civil, segue-se Eduyot para incluir tudo numa moldura haláchica.
Depois de abordar os "danos" dentro de uma sociedade, o próximo estágio, Avodá Zará, é colocado para reforçar o que é visto como um comportamento que causa dano ao Universo. Avot é provavelmente colocado na continuação para se opôr à negatividade das leis de Avodá Zará e para relatar as máximas dos Sábios, sendo um aspecto essencial dos seus ensinamentos a oposição à idolatria. Finalmente, Horayot traz a discussão das "alturas" para uma nota de humildade, evidenciando o conceito que até mesmo os Sábios e o Bet Din, ou o tribunal rabínico pode cometer erros.
Nas versões do Talmude Babilónico e do Talmude de Jerusalém existe uma Guemará de cada um destes tratados, excepto para Eduyot e Avot. Provavelmente isto deve-se ao facto que estes dois tratados não estarem ligados a leis individuais e portanto não se prestam eles mesmos ao estilo de análise da Guemará.